# جوجار (کرمانشاه)
جوجار (کرمانشاه)، روستایی از توابع بخش فیروزآباد شهرستان کرمانشاه در استان کرمانشاه ایران است.

## جمعیت
این روستا در دهستان عثمان‌وند قرار دارد و بر پایه سرشماری مرکز آمار ایران در سال ۱۳۸۵، جمعیت آن ۲۳ نفر (۶خانوار) بوده‌است.